# Ghimpați
Ghimpați là một xã thuộc hạt Giurgiu, România. Dân số thời điểm năm 2002 là 6135 người.